# Microregione di Chorozinho
Chorozinho è una microregione dello Stato del Ceará in Brasile, appartenente alla mesoregione di Norte Cearense.

## Comuni
Comprende 3 municipi:
- Barreira
- Chorozinho
- Ocara